# Khanlar Hadjiyev (avocat)
 (août 2024).
Khanlar Hadjiyev (en azéri: Hacıyev Xanlar İrşad-Faiq oğlu; né le 9 septembre 1956 à Kirovabad, à présent Gandja) est .

## Biographie
En 1978, Khanlar Hadjiyev est diplômé de la faculté de droit de l'université d'État d'Azerbaïdjan.
En 1978-1980, il effectue un stage à l'Institut d'État et de droit de l'Académie des sciences de l'URSS. Depuis 1980, il étudie à l'école supérieure de la faculté de droit de l'Université M. V. Lomonossov, et en 1983, il soutient sa thèse et obtient le diplôme de candidat en sciences juridiques.
En 1983-1985, il travaille comme consultant à la Cour suprême de la RSFSR et en 1985-1988, comme rédacteur en chef du département de droit pénal et de procédure pénale du magazine « Justice soviétique ».
De 1988 à 1990, il est conseiller principal à la Cour suprême de l'URSS.
De mai 2003 au janvier 2017 Khanlar Hadjiyev occupait le poste du juge à la Cour européenne des droits de l'homme.
En 2002, il obtient le diplôme de docteur en sciences juridiques.

## Activité en Azerbaïdjan
En 1990-1992, il est juge à la Cour suprême de la république d'Azerbaïdjan, en 1992-1993, le premier vice-président de la Cour suprême, de novembre 1993 à juillet 1998, il est président de la Cour suprême de la république de l'Azerbaïdjan.
Le 14 juillet 1998, par décision du Milli Majlis de la république d'Azerbaïdjan, Khanlar Hadjiyev est nommé juge à la Cour constitutionnelle de la république d'Azerbaïdjan et par décret du président de la république d'Azerbaïdjan, il  devient président de la Cour constitutionnelle de la république d'Azerbaïdjan.

## Activité internationale
Khanlar Hadjiyev est membre de la Commission de Venise du Conseil de l'Europe, de la Commission d'État pour la réforme du système administratif publique de la république d'Azerbaïdjan, de la commission de réforme du droit auprès du président de la république d'Azerbaïdjan, ainsi que du Conseil du droit judiciaire de la république d'Azerbaïdjan.
Kh. Hadjiyev est le chef du département de pratique judiciaire et d'application de la loi, Institut de législation et de droit comparé du gouvernement de la fédération de Russie. Il est l'auteur de nombreuses publications scientifiques.

## Decorations
Ordre de la Gloire (Azerbaïdjan)